# Peter Kuhn
Peter Kuhn (circa 1955, San Fernando Valley) is een Amerikaanse jazzmusicus die klarinet, basklarinet en saxofoon speelt.

## Biografie
Kuhn groeide op in Los Angeles. Vanaf het midden van de jaren 70 speelde hij in Californië met David Sewelson (eerste opnames in 1976, Synchro-Incity). Op uitnodiging van Anthony Braxton verhuisde hij naar New York en werd daar actief in de zogenaamde loftscene. Hij werd in 1977 lid van het Frank Lowe Orchestra (Lowe & Behold, o.a. met Butch Morris, Joseph Bowie en Billy Bang). Eind 1978 kwam hij met zijn debuutalbum, Livin’ Right, opgenomen met Arthur Williams, Toshinori Kondo, William Parker en Denis Charles. In 1979/80 nam hij Ghost of a Trance op (verschenen op hatHut), met William Parker (tuba), Phillip Wilson resp. David Sewelson, Mark Miller (vibrafoon), Wayne en Bill Horvitz. Eind 1981 verscheen The Kill (Soul Note), een plaat in kwartetbezetting met Wayne Horvitz, William Parker en Denis Charles. Tevens speelde Kuhn in de jaren 70 in een trio met William Winant en Chris Brown in Miles Playhouse in Santa Monica.
Een drugsverslaving, criminele activiteiten een verblijf in de gevangenis zorgden ervoor dat zijn muzikale loopbaan ontspoorde. Na zijn terugkeer in de jazz werkte hij o.m. met Alex Cline en Abbey Rader, tevens leidde hij een trio (met Kyle Motl en Nathan Hubbard), dat een plaat uitbracht, The Other Shore (NoBusiness Records).
In de jazz speelde hij tussen 1976 en 2015 mee op tien opnamesessies.

## Discografie (selectie)
- No Coming, No Going: The Music of Peter Kuhn 1978–79 (No Business, opgenomen 1978–79, uitgekomen in 2016)[5]
- Peter Kuhn / Dave Sewelson / Gerald Cleaver / Larry Roland: Our Earth / Our World (pfMENTUM, 2016)